# Ampang Jaya
Ampang Jaya (o Ampang) è una città della Malaysia situata nello Stato di Selangor.